# HD 7924
Désignations
HD 7924 est une étoile située dans la constellation de Cassiopée et distante de ∼ 55,5 a.l. (∼ 17 pc) de la Terre. Il s'agit d'une naine orange de type spectral K0,5V. C'est une étoile un peu moins massive, un peu moins grande, et moins lumineuse que le Soleil. Elle est l'hôte d'un système planétaire comprenant trois planètes connues.

## Système planétaire
Trois exoplanètes, nommées HD 7924 b, HD 7924 c et HD 7924 d, sont en orbite autour HD 7924. La planète b a été découverte en 2009 et les planètes c et d en 2015. Toutes trois sont des Super-Terres.
| Planète | Masse                  | Demi-grand axe (ua)   | Période orbitale (jours) | Excentricité          | Inclinaison | Rayon   |
| ------- | ---------------------- | --------------------- | ------------------------ | --------------------- | ----------- | ------- |
| b       | 0,027 3 (± 0,001 7) MJ | 0,056 64 (± 0,000 69) | 5,397 92 (± 0,000 25)    | 0,058 (+0,04 −0,056)  |             | 1,05 RJ |
| c       | 0,024 7 (± 0,002 3) MJ | 0,113 4 (± 0,001 4)   | 15,299 (± 0,003 3)       | 0,098 (+0,069 −0,096) |             |         |
| d       | 0,020 3 (± 0,002 5) MJ | 0,155 1 (± 0,001 9)   | 24,451 (± 0,017)         | 0,21 (± 0,13)         |             |         |